# BASE (moteur de recherche)
BASE est un moteur de recherche développé dans le cadre du projet Open Archives Initiative par l'Université de Bielefeld (Allemagne). Il est fondé sur la technologie Fast Search & Transfer (en), et a contribué au projet européen Digital Repository Infrastructure Vision for European Research (DRIVER).

## Moteur de recherche académique
BASE effectue l'indexation automatique des bibliothèques numériques utilisant le protocole Open Archives Initiative Protocol for Metadata Harvesting (OAI-PMH).
Il se distingue d'autres moteurs de recherche par sa spécialisation universitaire, la capacité de trouver des ressources appartenant au Web profond (ou Web invisible, non indexé par les moteurs commerciaux), l'utilisation de la recherche plein texte et la présentation des résultats de recherche accompagnés des données bibliographiques.